# Weissia neocaledonica
Weissia neocaledonica là một loài Rêu trong họ Pottiaceae. Loài này được (Thér.) R.H. Zander miêu tả khoa học đầu tiên năm 1993.